# Ванькович, Мельхиор
Мельхиор Ванькович (пол. Melchior Wańkowicz); (10 января 1892 ― 10 сентября 1974) ― офицер польской армии, писатель, журналист и издатель. Известен благодаря своим репортажам о сражениях Войска Польского на Западе во время Второй мировой войны, а также благодаря своей книге, повествующей о битве под Монте-Кассино.

## Биография
Мельхиор Ванькович родился 10 января 1892 года в деревне Калюжице, что возле Минска. Посещал школу в Варшаве, затем учился в Ягеллонском университете в Кракове, который окончил в 1922 году. Будучи активистом польского движения за независимость, он был офицером Союза стрелков (Związek Strzelecki). Во время Первой мировой войны он воевал в I-м Польском корпусе под командованием генерала Довбора-Мусницкого.
После войны Ванькович работал журналистом, некоторое время занимал должность руководителя пресс-отдела Министерства внутренних дел Польши. В 1926 году он основал издательское агентство «Rój». Он также работал в рекламном бизнесе. В межвоенный период написал три книги, каждая из которых была встречена читателями и критиками одобрительно.
После вторжения в Польшу Ванькович некоторое время жил в Румынии, где писал о событиях польского сентября. С 1943 по 1946 год он был военным корреспондентом польских Вооруженных сил на Западе. Позднее он написал мемуары о битве под Монте-Кассино, которые стали самой известной его книгой. Одна из его дочерей, Кристина, погибла, сражаясь в рядах Армии Крайовой во время Варшавского восстания в 1944 году.
С 1949 по 1958 год жил в США, но затем вернулся в Польшу. Выступал против коммунистического режима, писал статьи и читал лекции о польских Вооружённых силах на Западе (упоминания о которой были сведены к минимуму правительством, которое пыталось подчеркнуть роль просоветской армии Берлинга. Трёхтомник о битве под Монте-Кассино изначально был опубликован в Польше лишь в урезанном цензурой виде.
После того, как он подписал «Письмо 34-х» в 1964 году, протестуя против цензуры, он подвергся репрессиям со стороны правительства: публикация его работ была запрещена, а он сам был арестован и обвинен в клевете на государство и «распространение полонофобской пропаганды за рубежом» (частично из-за публикации ряда его работ на Радио «Свободная Европа», но главным доказательством вины стало письмо к своей дочери, живущей в США). Ванькович был приговорен к трём годам лишения свободы. Однако приговор так и не был приведён в исполнение, и писатель был реабилитирован в 1990 году, сразу после падения коммунистического режима.
Мельхиор Ванькович умер 10 сентября 1974 года в Варшаве.

## Наследие

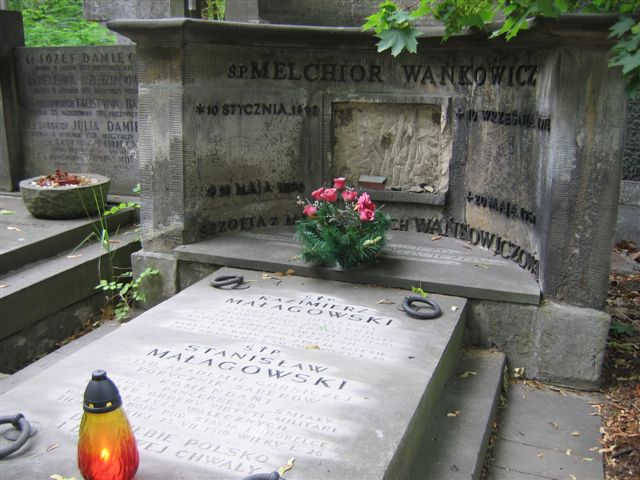
Могила Мельхиора Ваньковича на кладбище Повонзки в Варшаве

Частная школа журналистики на улице Новый Свят в Варшаве, а также Высшая школа журналистики, основанная в 1995 году, названы в честь Мельхиора Ваньковича.